# Jetel
Jetel (Trifolium) je rozsáhlý rod rostlin z čeledi bobovité, zahrnující asi 250 druhů. Jetely jsou byliny s povětšině trojčetnými listy a květy v hlávkovitých květenstvích. Jsou rozšířeny v Eurasii, Africe i Americe. Jetele jsou pěstovány jako hodnotné pícniny. V České republice se vyskytuje celkem 19 druhů jetelů, některé z nich náležejí mezi obecně rozšířené rostliny.

## Popis
Jetele jsou jednoleté nebo vytrvalé, přímé, plazivé nebo vystoupavé byliny. Listy jsou trojčetné nebo výjimečně dlanitě složené z 5 až 9 lístků, střídavé nebo u některých druhů horní vstřícné. Jednotlivé lístky jsou zubaté nebo celokrajné, přisedlé nebo krátce řapíčkaté, někdy má prostřední lístek řapíček delší. Palisty jsou velké, zubaté nebo celokrajné, částečně přirostlé k řapíku. Květy jsou bílé, žluté, růžové, červené nebo purpurové, přisedlé nebo krátce stopkaté, uspořádané v úžlabních nebo vrcholových hlávkách, krátkých hroznech, okolících nebo výjimečně jednotlivé. Listeny jsou často srostlé v zubatý zákrov. Kalich je pravidelný nebo dvojpyský, pěticípý, s 5 až 20 žilkami, po odkvětu někdy nafouklý. Pavéza je vejčitá až podlouhlá, delší než člunek. Tyčinek je 10 a jsou dvoubratré (9+1). Semeník obsahuje 1 až 12 vajíček. Plody jsou nepukavé, vejcovité až kuželovité, dlouho vytrvávající na rostlině a opadávající i s kalichem. Semena jsou vejcovitá, kulovitá nebo ledvinovitá.

## Rozšíření
Jetely jsou rozšířeny v počtu asi 250 až 300 druhů převážně v mírném pásu v Evropě, Asii, severní Africe a Severní Americe. Rod je zastoupen i v západní části Jižní Ameriky a v jižní a východní Africe.
V České republice roste v současné době stabilně 19 druhů jetelů. Mezi nejběžnější až obecně rozšířené druhy náleží zejména jetel plazivý (Trifolium repens) a jetel luční (Trifolium pratense). Některé pěstované druhy zplaňují, zejména jetel zvrhlý (Trifolium hybridum), řidčeji i jetel inkarnát (Trifolium incarnatum). Další druhy jsou do ČR zřídka zavlékány, jako např. jetel podzemní (Trifolium subterraneum), jiné jsou vedeny jako nezvěstné nebo vyhynulé: jetel hnědý (Trifolium badium), jetel hranatý (Trifolium angulatum) a jetel rozložený (Trifolium diffusum).
V rámci celé Evropy roste asi 110 druhů jetelů, převážná většina z nich ve Středomoří. Je mezi nimi množství endemitů. Rozsáhlejší rozšíření mají ve Středomoří zejména druhy Trifolium angustifolium, T. stellatum, T. glomeratum, T. tomentosum, T. cherleri, T. subterraneum aj. V Alpách vystupují do alpínského stupně druhy jetel alpský (Trifolium alpinum), jetel hnědý (T. badium), Trifolium pallescens, T. saxatile, T. noricum a T. pratense subsp. nivale, další druhy se vyskytují ve stupni montánním a subalpínském.

## Taxonomie
Naše jetele byly některými taxonomy děleny do tří samostatných rodů: Trifolium s.str., Chrysaspis a Amoria. Toto dělení, částečně použité i v díle Květena ČR, se však příliš neujalo.

## Druhy stabilně rostoucí na území ČR
- jetel alpínský (Trifolium alpestre)
- jetel bledožlutý (Trifolium ochroleucon)
- jetel červenavý (Trifolium rubens)
- jetel horský (Trifolium montanum)
- jetel inkarnát (Trifolium incarnatum)
- jetel jahodnatý (Trifolium fragiferum)
- jetel kaštanový (Trifolium spadiceum)
- jetel ladní (Trifolium campestre)
- jetel luční (Trifolium pratense)
- jetel malokvětý (Trifolium retusum)
- jetel otevřený (Trifolium patens)
- jetel plazivý (Trifolium repens)
- jetel pochybný (Trifolium dubium)
- jetel prostřední (Trifolium medium)
- jetel rolní (Trifolium arvense)
- jetel zlatý (Trifolium aureum)
- jetel zvrácený (Trifolium resupinatum)
- jetel zvrhlý (Trifolium hybridum)
- jetel žíhaný (Trifolium striatum)

## Další zástupci
- jetel alpský (Trifolium alpinum)
- jetel hanba Ponertova (Trifolium infamia-ponertii)[7][8]
- jetel hnědý (Trifolium badium)
- jetel hranatý (Trifolium angulatum)
- jetel hvězdovitý (Trifolium stellatum)
- jetel Cherlerův (Trifolium cherleri)
- jetel jednokvětý (Trifolium uniflorum)
- jetel panonský (Trifolium pannonicum)
- jetel plstnatý (Trifolium tomentosum)
- jetel podzemní (Trifolium subterraneum)
- jetel rozložený (Trifolium diffusum)
- jetel šarišský (Trifolium sarosiense)
- jetel úzkolistý (Trifolium angustifolium)
- jetel zpěněný (Trifolium squamosum)

## Význam
Jetele jsou pěstovány jako hodnotné pícniny a také jako zelené hnojení, přičemž obohacují půdu dusíkem, neboť mají na kořenech podobně jako mnoho jiných bobovitých rostlin hlízkové bakterie vázající vzdušný dusík. V České republice je nejčastěji pěstován jetel prostřední (Trifolium medium), jetel luční (Trifolium pratense), jetel inkarnát (Trifolium incarnatum), jetel plazivý (Trifolium repens) a jetel zvrhlý (Trifolium hybridum).